# Svatý rok 1700
Jubilejní Svatý rok 1700 (15. řádné univerzální jubileum), který navázal na předchozí řadu Svatých roků, vyhlásil papež Inocenc XII. 18. května 1699 bulou Regi Saeculorum. Při zahájení nemohl papež kvůli svému chatrnému zdraví osobně předsedat. O velikonoční neděli téhož roku však, přestože byl vážně nemocen, udělil slavnostní požehnání z balkonu Kvirinálského paláce kvůli velkému počtu poutníků, kteří se tam shromáždili. Krátce nato, 27. září 1700, zemřel, aniž by mohl uzavřít rok.
Závěru jubilejního roku předsedal Klement XI. (zvolený papežem v listopadu 1700). Bylo to poprvé, kdy Svatou bránu otevřel jeden papež a poté ji uzavřel druhý. Příliv poutníků do města byl takový, že někteří doboví autoři přirovnávali Řím co do počtu návštěvníků k Paříži.

## Průběh Svatého roku 1700

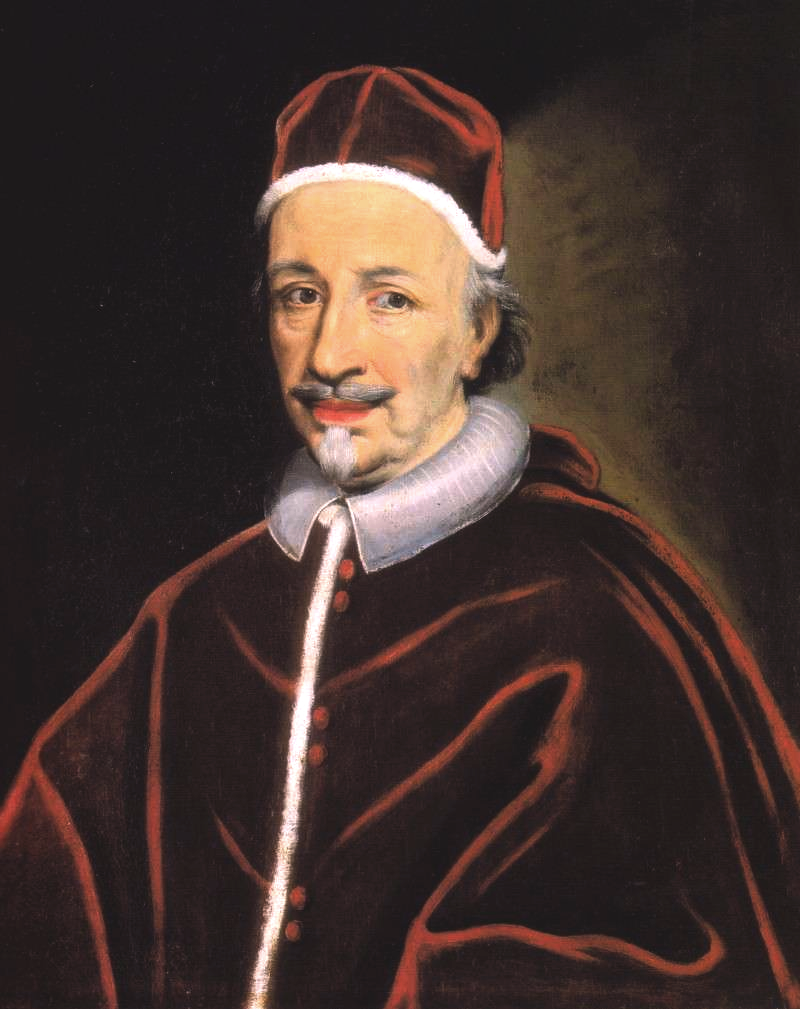
Papež Inocenc X., který zahájil Svatý rok 1700

Během obvyklého Svatého roku, slaveného v roce 1700, se vystřídali dva papežové. Vyhlásil jej 22. června 1699 papež Inocenc XII., jehož povaha dodala jubilejnímu roku i zvláštní zaměření. Byl to muž smířlivý a pokorný. Jeho hlavní snahou bylo zprostředkování míru světu a odpuštění. Měl však i silně vyvinutý smysl pro spravedlnost. Dal provést soudní reformu v papežských státech, aby všem poddaným zajistil nestrannou spravedlnost, a v roce 1692 přísně zakázal zvláštní bulou budoucím papežům obohacovat své příbuzné. Omezil i příjmy kardinálů, kteří byli spřízněni s papežem. Lateránský palác dal k dispozici k péči o nemocné, budovu svatého Michala na tiberském břehu určil pro péči o zestárlé a invalidní řemeslníky, aby tam bylo o ně pečováno až do smrti, a další budovu předal péči o lidi, kteří se octli ve finanční tísni. Ne nadarmo ho tedy chudí nazývali svým otcem.
O Svatém roce 1700 se zmiňují všechny kroniky jen stručně, neboť se nevyznačoval okázalostmi, ale kajícími procesími a pobožnostmi, a tak se ostře odlišoval od barokních jubileí předešlého století.
Svatou bránu však na Vánoce roku 1699 neotvíral ani tehdy churavějící papež, ani nemocný kardinál děkan Alderano Cibo, ale elegantní francouzský kardinál Emanuel Buillon, známý jako galantní muž, který se uměl pohybovat mezi pokrokovými vyššími vrstvami své doby. Otevření se zúčastnila i polská královna vdova Marie Kazimíra, jejímž manželem byl král Jan III. Sobieski, záchrance Vídně před dobytím Turky. Byl však přítomen i její otec Henri Albert de La Grange d'Arquien, někdejší světák a válečník, jehož proměnil před pěti roky papež Inocenc XII. v kardinála. Královna potají a v převlečení umývala podle tehdy už vžitého zvyku v hospici bratrstva Nejsvější Trojice poutníkům nohy a jako prostá žena jim přisluhovala i při stole.
Dvě okolnosti přispěly nemálo, že se Svatý rok 1700 jeví v dějinách bezvýrazně: počet poutníků nebyl tak vysoký jako dříve – to už byla ozvěna tzv. války o španělské dědictví, která se táhla ještě čtrnáct let, a pak smrt papeže Inocence XII. 27. září. Tak zmizela ústřední postava, která jubileu dodala svůj osobitý ráz, ustaly papežské liturgické funkce a obtížná volba jeho nástupce zadržela kardinály v konkláve téměř dva měsíce.

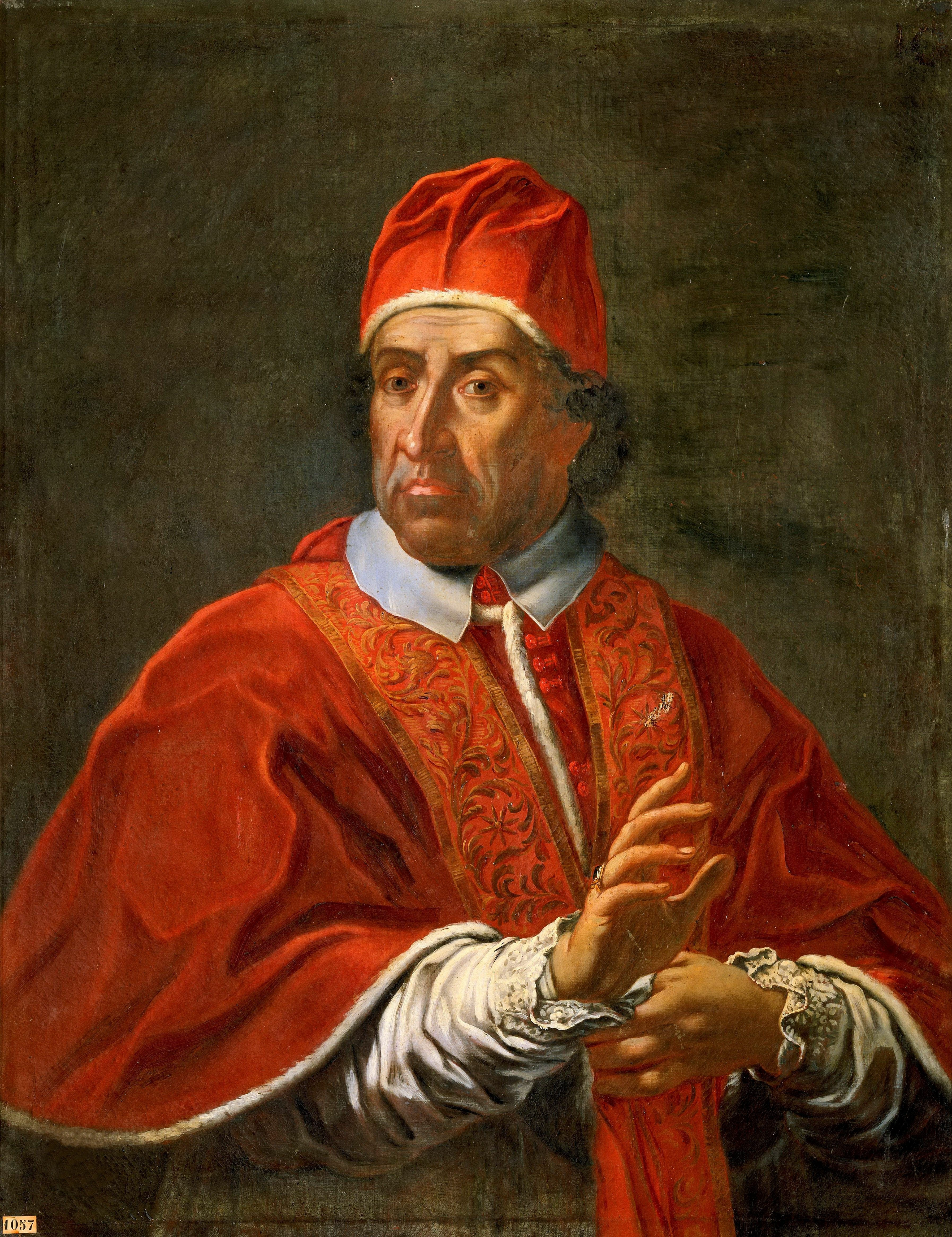
Papež Klement XI., který uzavřel Svatý rok 1700

### Svatý rokza papeže Klementa XI.
Nově zvolený papež, živý a energický Klement XI., statný padesátník, hned jak vyšel z Vatikánu, vykonal si jubilejní pouť. I jeho korunovační slavnosti dodaly Svatému roku zvláštního lesku. Ale netrvalo dlouho a Tibera se opět vylila z břehů a zaplavila cestu k bazilice sv. Pavla, takže podobně jak tomu bylo už v roce 1625, papež ji nahradil lehce přístupnou a bližší bazilikou Panny Marie v Zátibeří.
Menší počet poutníků však usnadnil organizaci péče o jejich vydržování. I tak se bratrstvo Sv. Trojice, založené sv. Filipem Nerim postaralo o 300 000 poutníků, ale tentokrát se uplatnila plně praktická pravidla, že jídla mají být dobře vařená a kořeněná, maso dobře očištěné, vyprané a polévka odtučněná. Oheň neměl být udržován déle, než toho bylo třeba, talíře se měly dobře umývat, v kuchyni měla být udržována čistota. Podobná pravidla mělo i bratrstvo Svatého Kříže. Navíc bylo přesně určeno, kdo se má starat o pochodně pro procesí, o svíce užívané k osvětlování místností, o koupi různých druhů sýra atd. I to jsou známky měnících se časů.

## Galerie z publikace Le jubilé de l'an MDCC

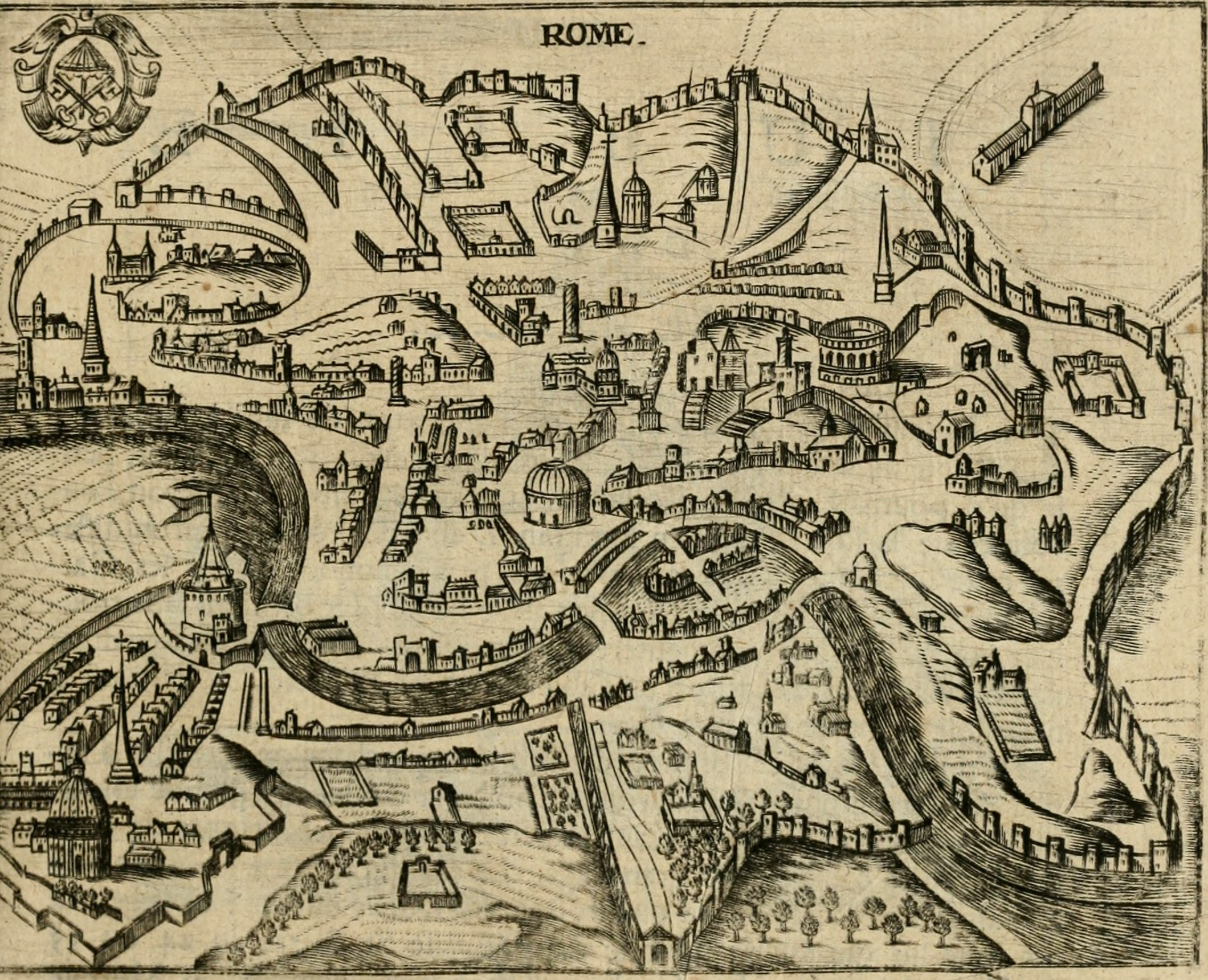
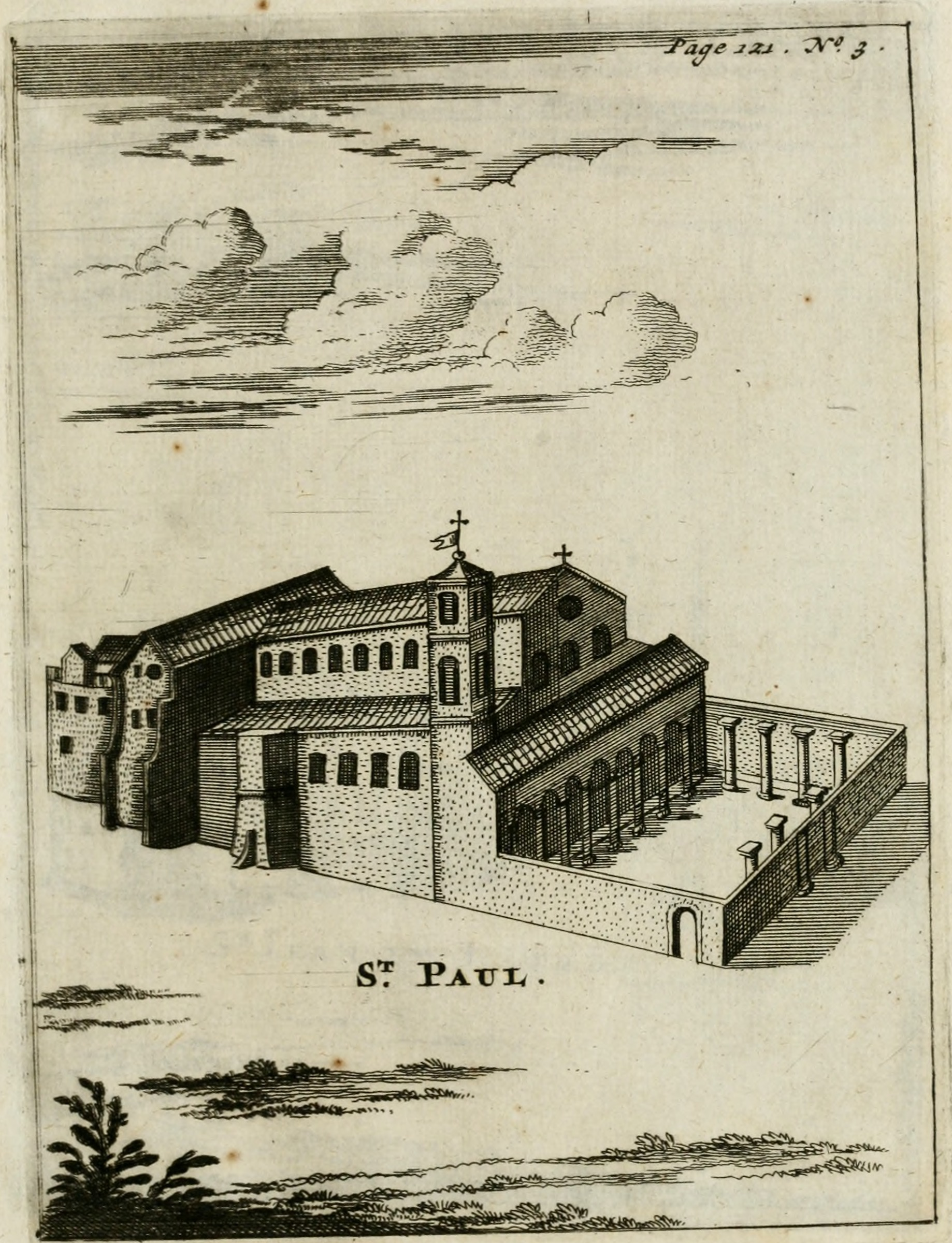
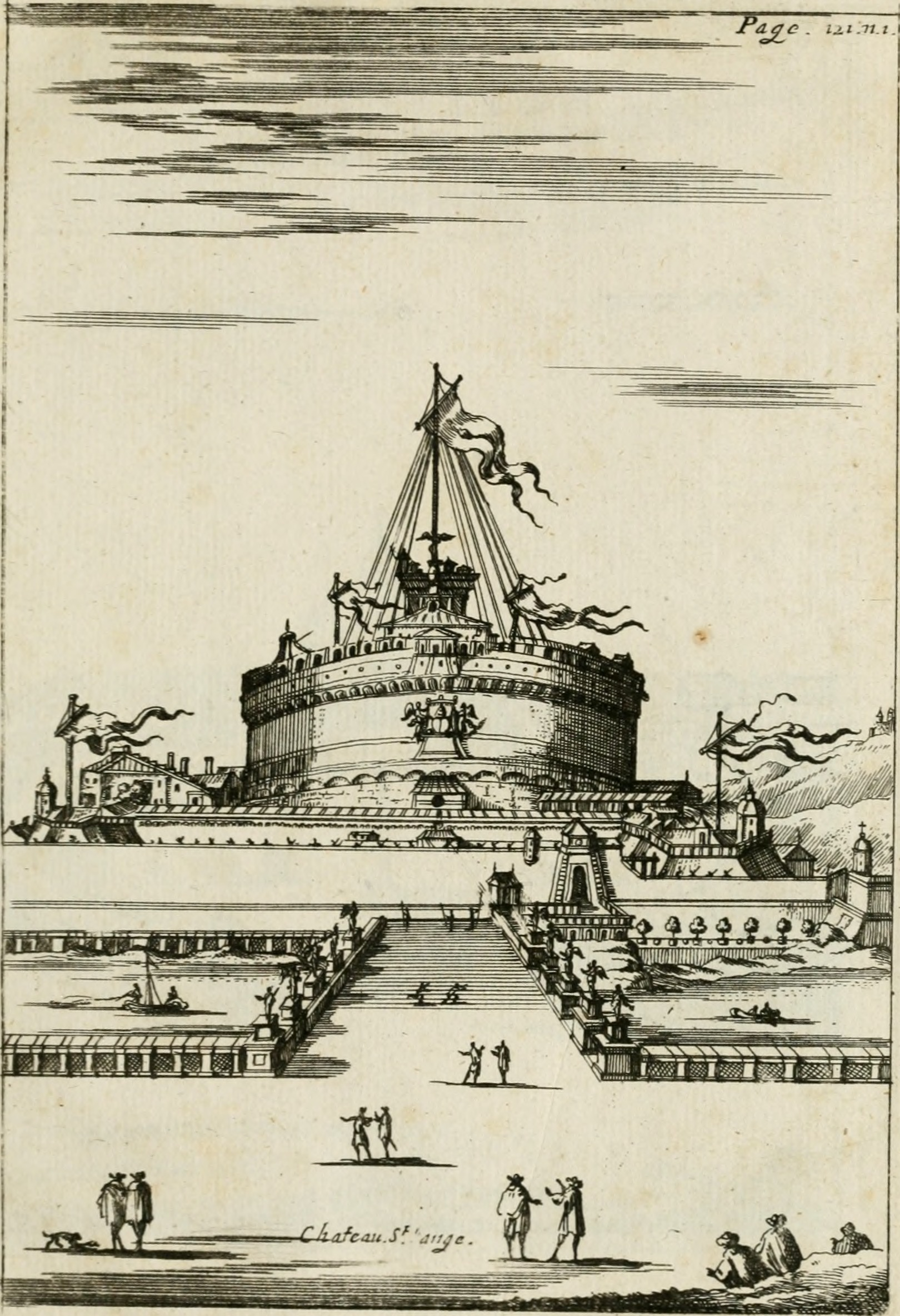
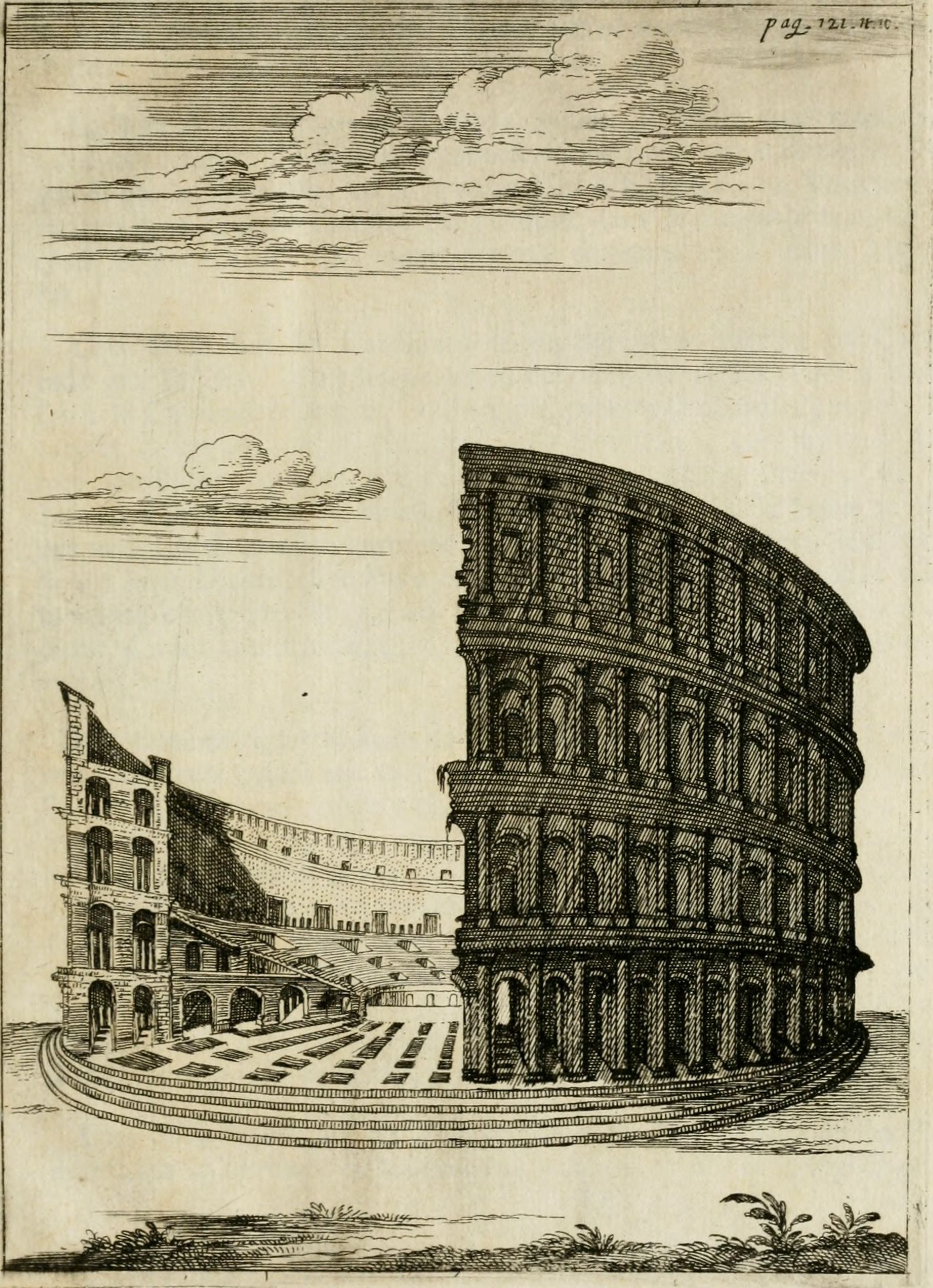
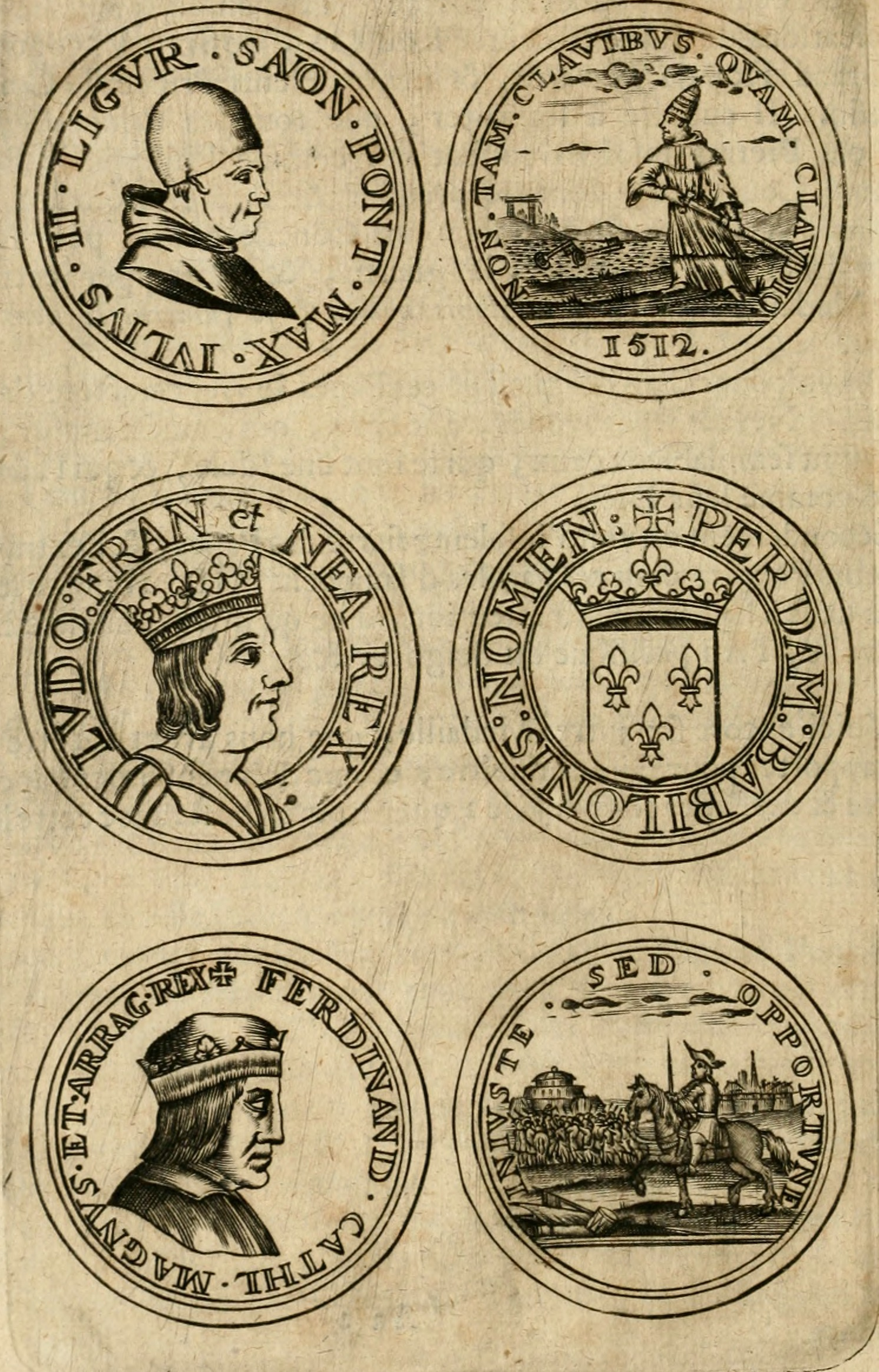
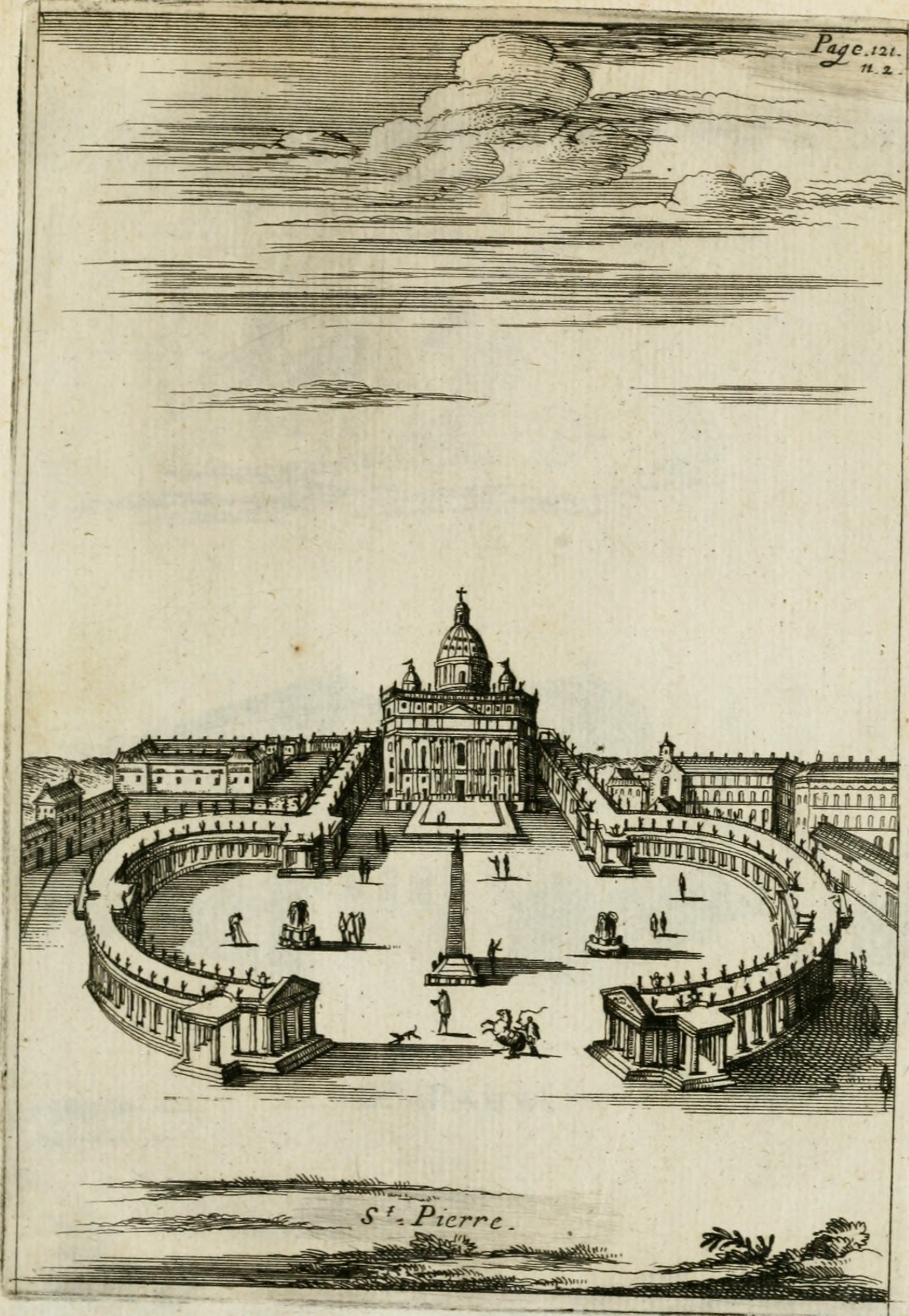
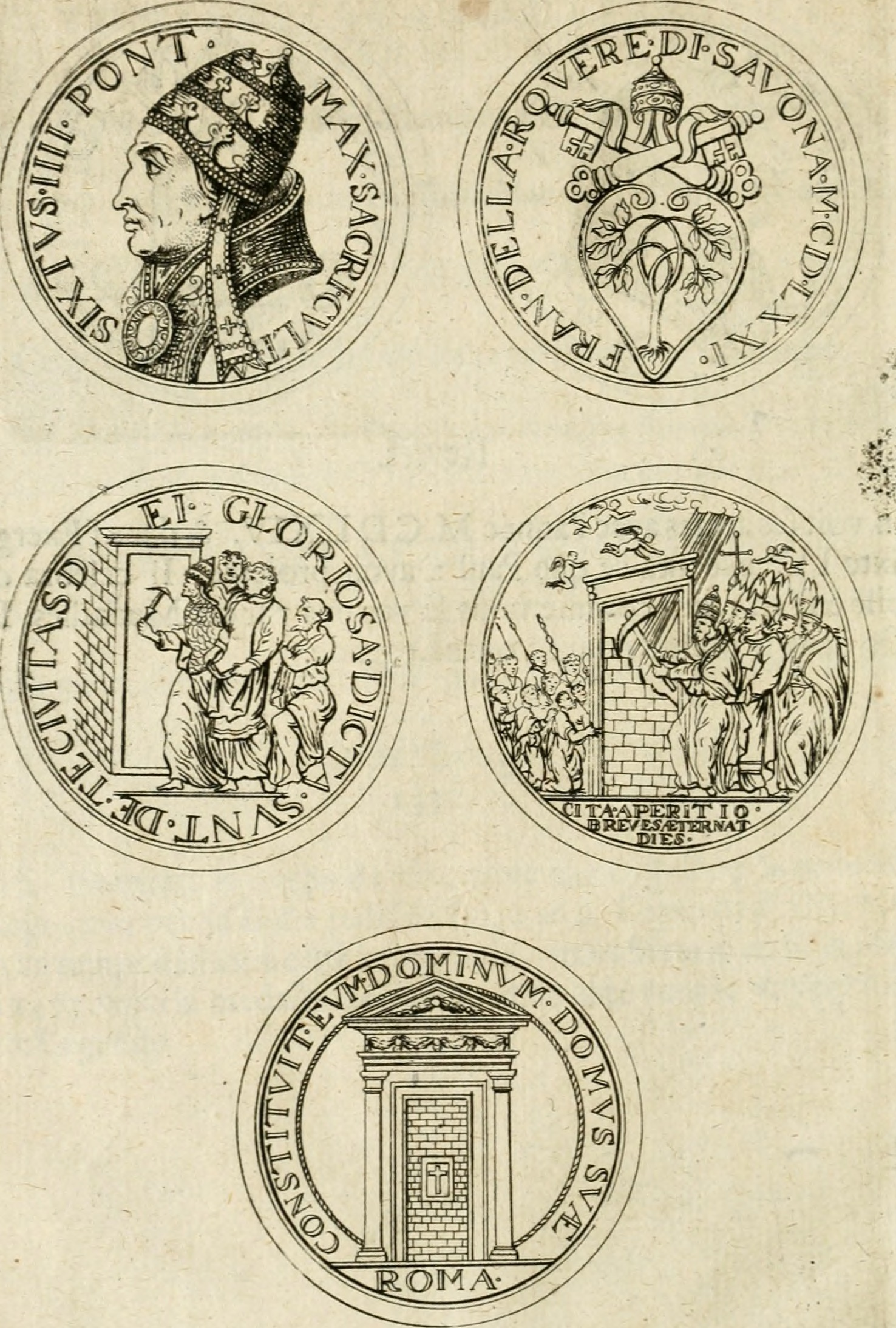
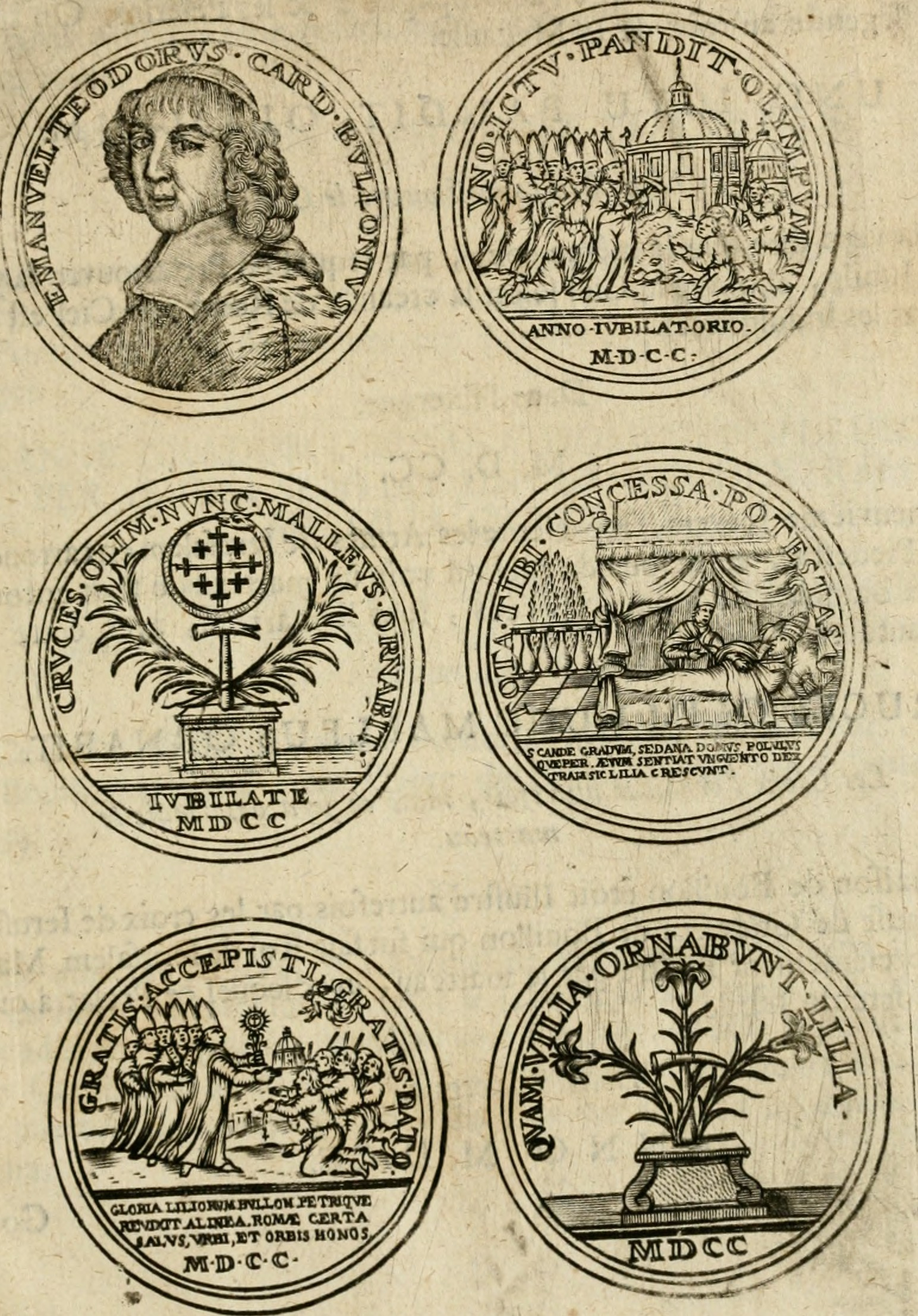
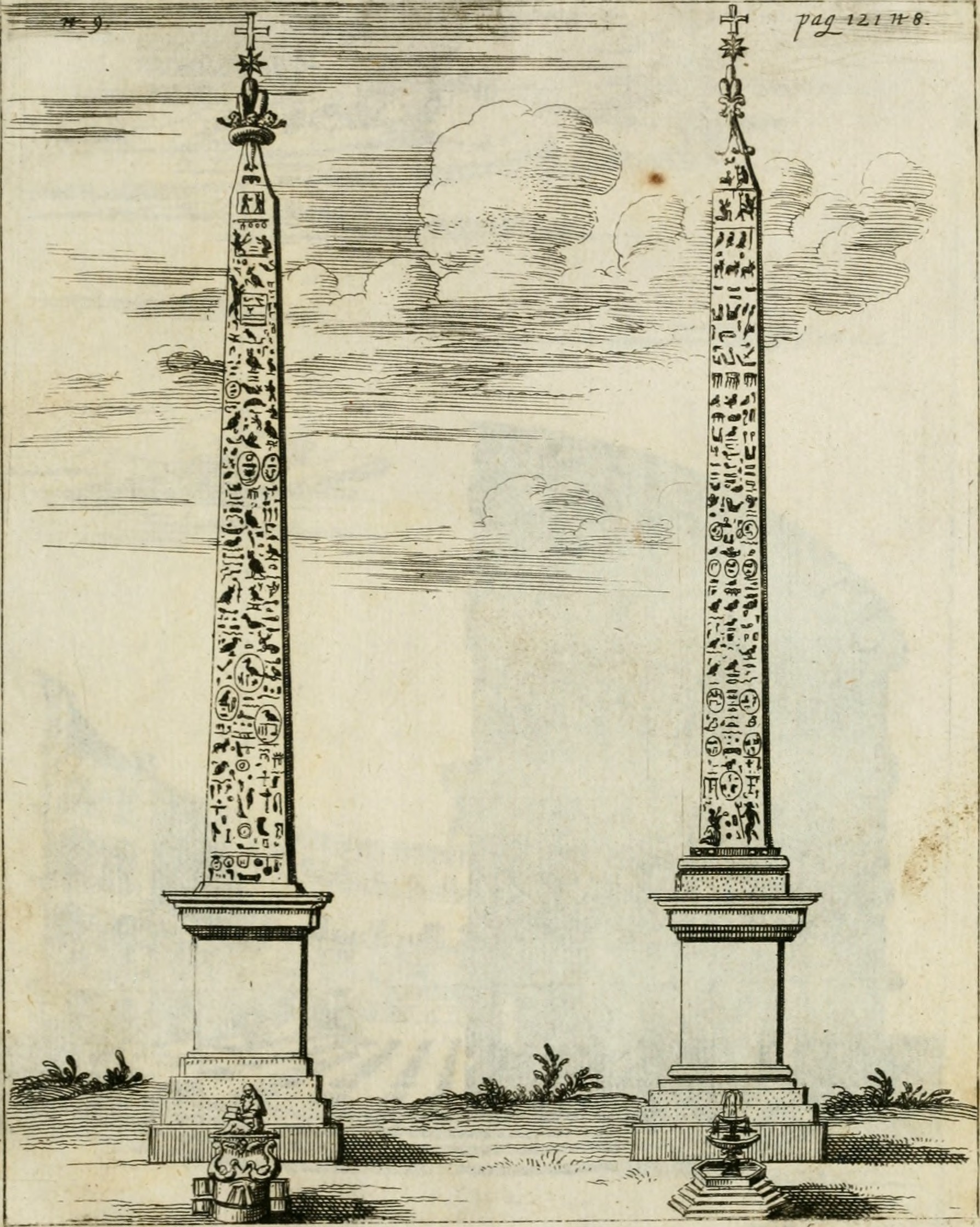
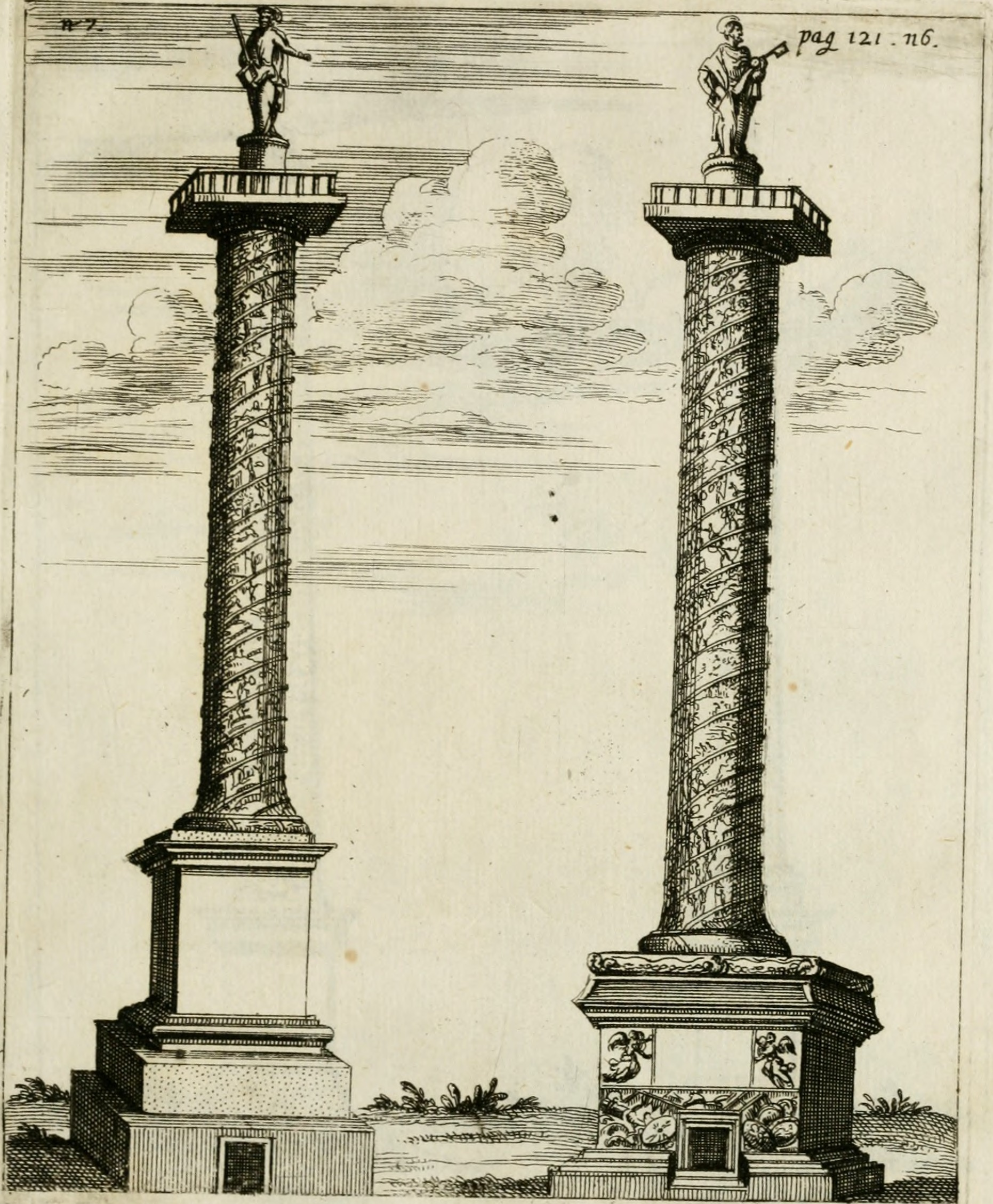
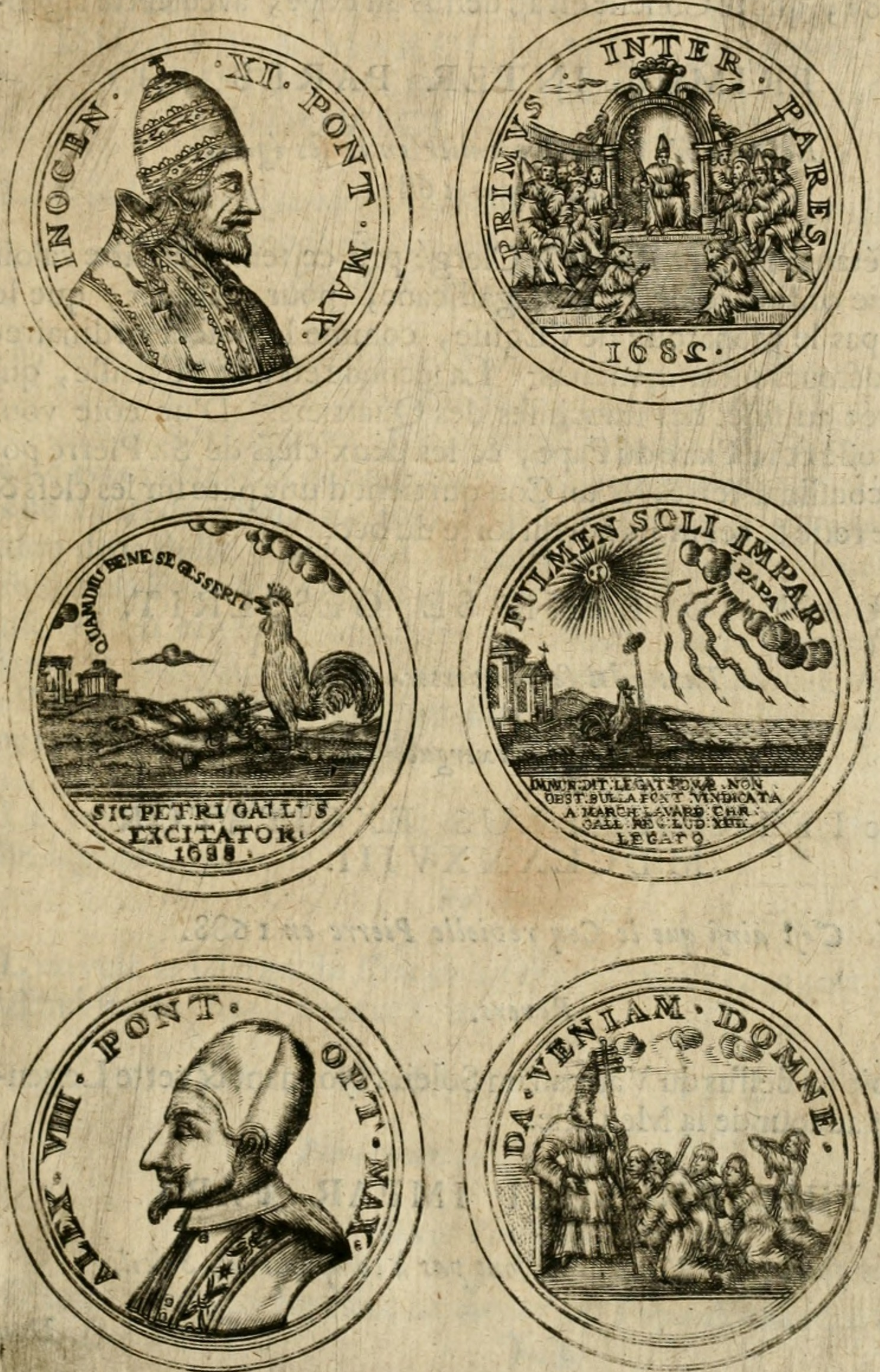
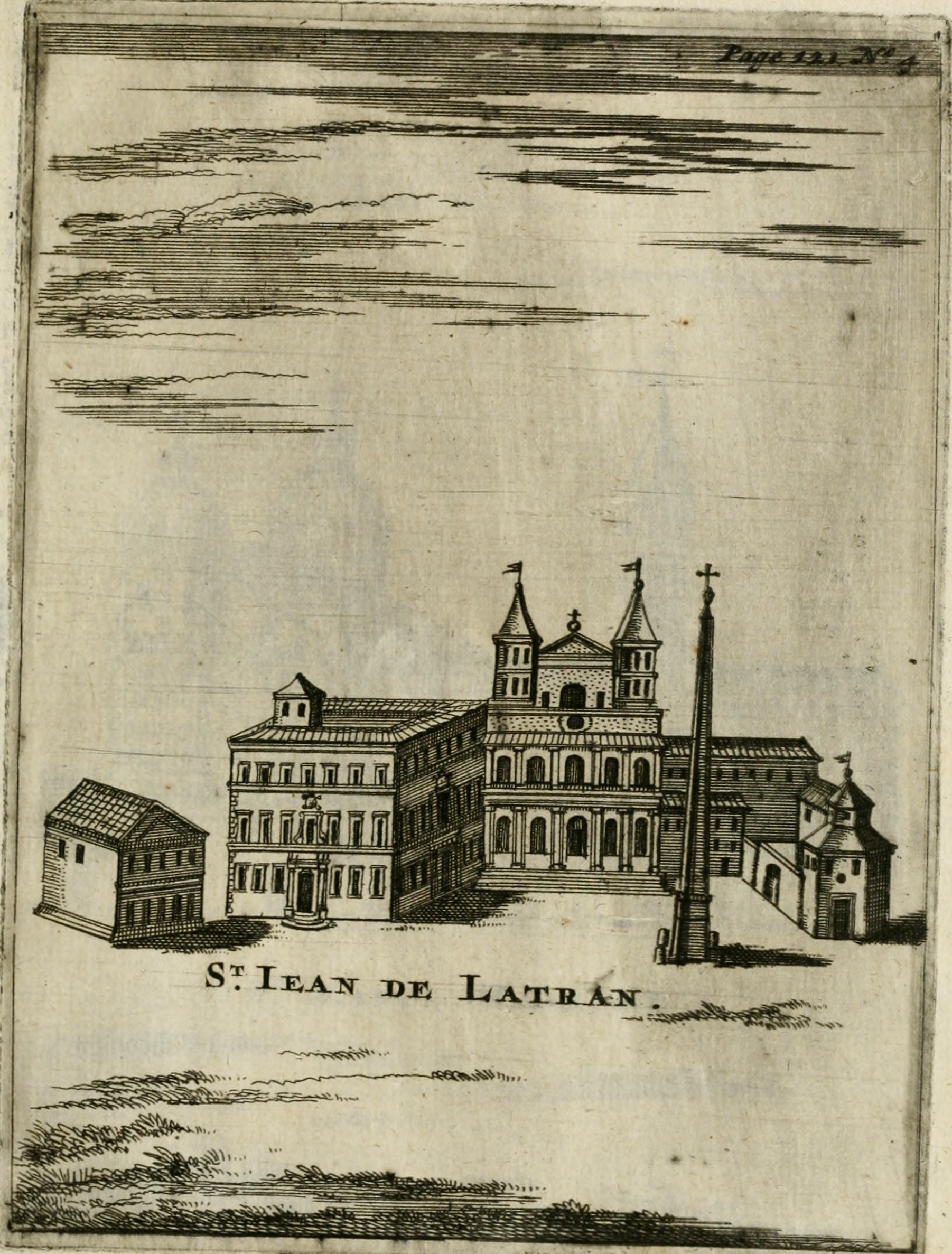
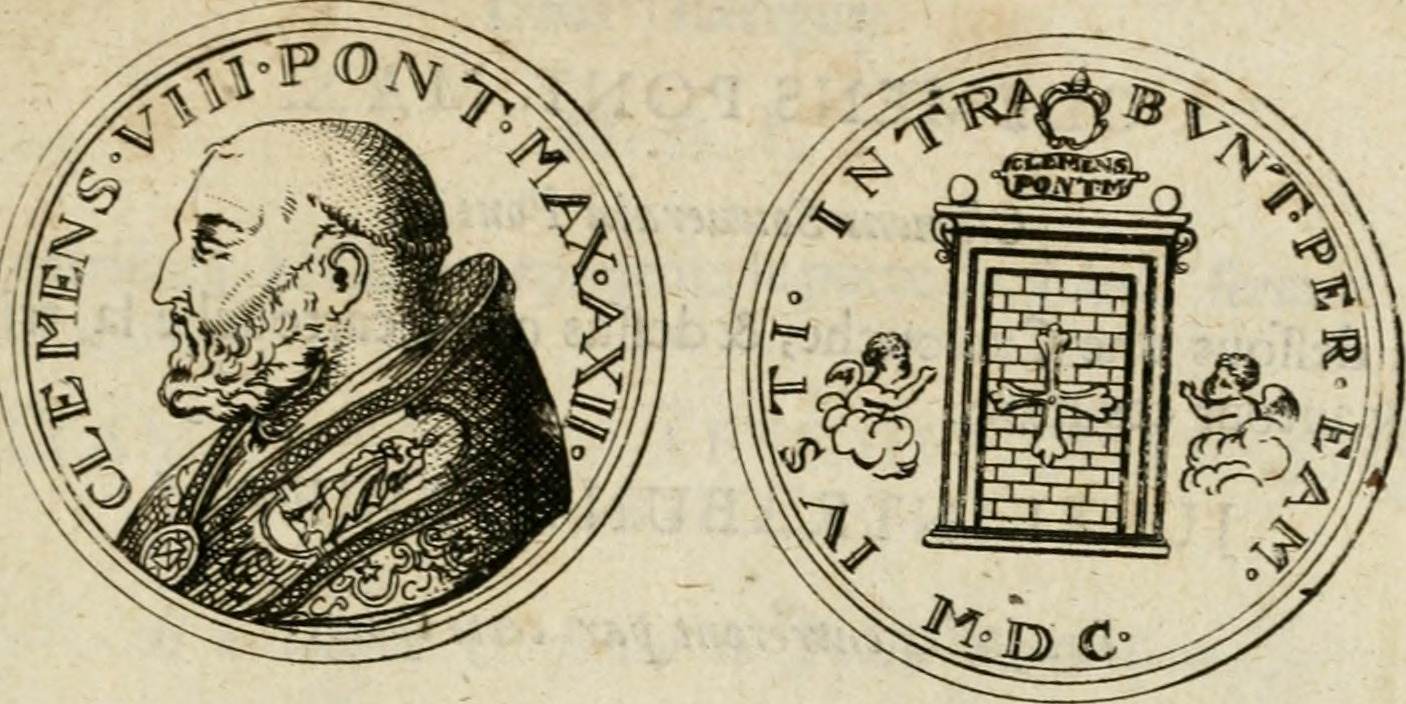